# Legends of Tomorrow
Legends of Tomorrow är en amerikansk TV-serie skapad av Andrew Kreisberg, Greg Berlanti och Marc Guggenheim. Serien hade premiär 21 januari 2016 på The CW.

## Rollista (i urval)
- Victor Garber – Martin Stein / Firestorm
- Brandon Routh – Ray Palmer / Atom
- Arthur Darvill – Rip Hunter
- Caity Lotz – Sara Lance / White Canary
- Franz Drameh – Jefferson Jackson / Firestorm
- Ciara Renée – Chay-Ara / Kendra Saunders / Hawkgirl
- Falk Hentschel – Khufu / Carter Hall / Hawkman
- Dominic Purcell – Mick Rory / Heat Wave
- Wentworth Miller – Leonard Snart / Captain Cold